# Glace Ih
Cet article court présente un sujet plus développé dans : Glace.

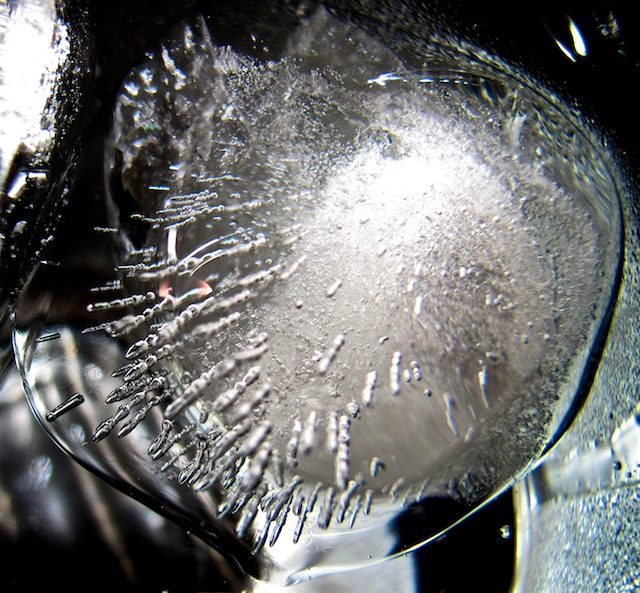

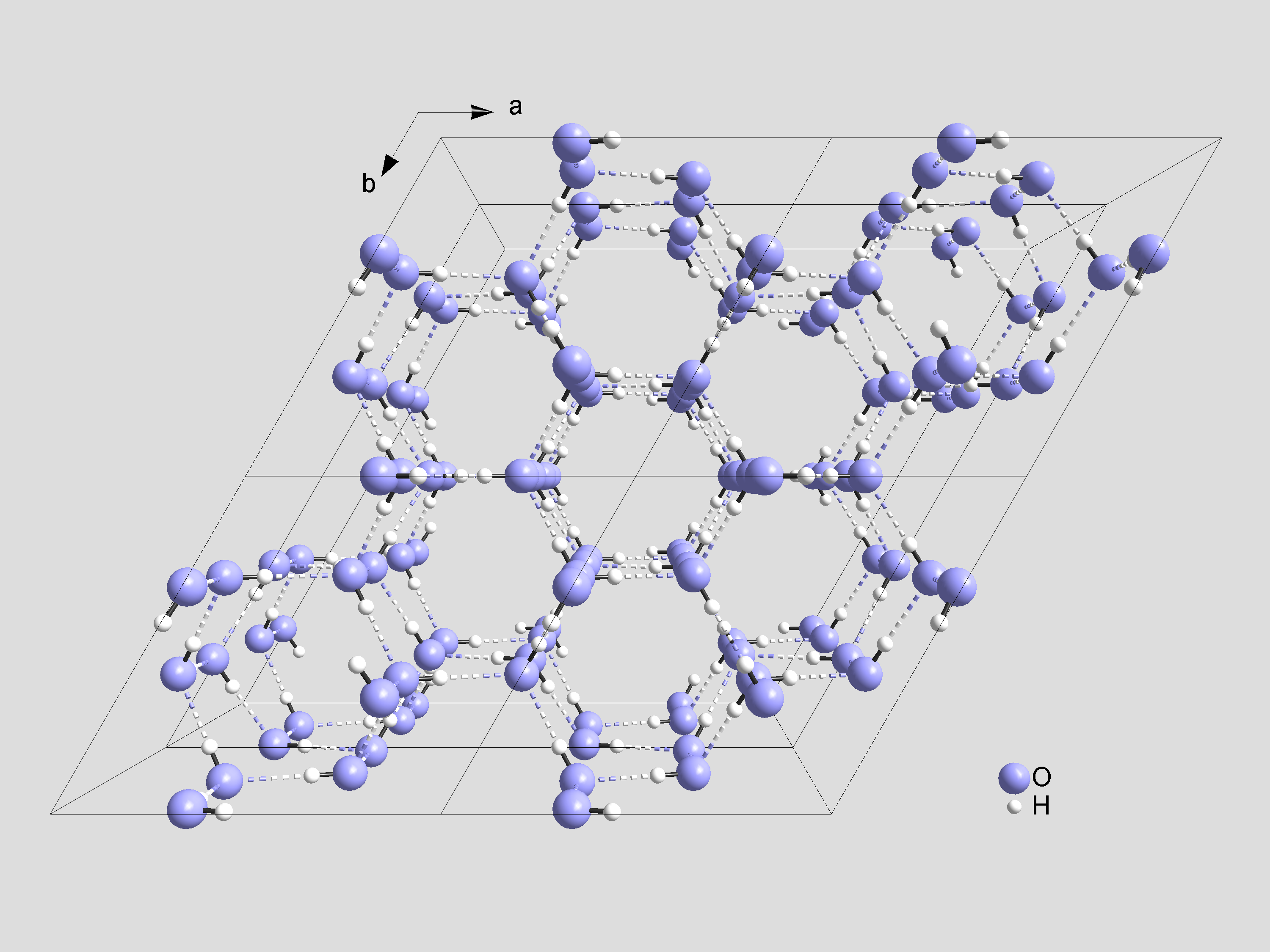

La glace Ih est la forme cristalline de la glace ordinaire.